# Carstairs
Pour les articles homonymes, voir Carstairs (homonymie).
Carstairs est un village situé dans le South Lanarkshire en Écosse.
Il s'y trouve l'hôpital psychiatrique State Hospital.